# Raven Saundersová
Raven Saundersová (* 15. května 1996 Charleston) je americká nebinární osoba věnující se atletice se zaměřením na vrh koulí a hod diskem. Její osobní rekordy jsou 19,96 m v kouli a 56,85 m v disku. Věnuje se aktivitám za práva LGBT+ komunity a v otázkách souvisejících s duševním zdravím. Používá přezdívku The Hulk, do komiksových hrdinů se stylizuje i používáním masek a barevných přelivů na vlasy.
V roce 2014 překonala výkonem 17,27 m americký středoškolský rekord ve vrhu koulí. Téhož roku získala stříbrnou medaili na mistrovství světa juniorů v atletice 2014. V roce 2015 vyhrála panamerické mistrovství v atletice do dvaceti let v rekordu šampionátu 18,27 m. Po maturitě studovala na Southern Illinois University a pak na University of Mississippi, kde ji trénovala Connie Price-Smithová. Vyhrála koulařskou soutěž National Collegiate Athletic Association v hale i venku. Roku 2016 zvítězila v soutěži koulařek na severoamerickém šampionátu věkové kategorie do třiadvaceti let. Při debutu na olympijských hrách v roce 2016 obsadila ve vrhu koulí páté místo. V roce 2017 se stala mistryní USA ve vrhu koulí a na mistrovství světa v atletice 2017 skončila desátá.
Na olympijských hrách 2020 v Tokiu dosáhla ve finále koulařek výkonu 19,79 m a získala stříbrnou medaili, když ji porazila pouze Číňanka Kung Li-ťiao. Na stupních vítězů zkřížila ruce nad hlavou, toto gesto vysvětlila jako symbolické propojení lidí v nesnázích a promluvila o svém dlouholetém boji s depresemi a myšlenkami na sebevraždu. Mezinárodní olympijský výbor zjišťoval, zda svým gestem neporušila pravidla o zákazu politických vyjádření, následně však vyšetřování zastavil.
Na olympijských hrách 2024 v Paříži nastoupila v kvalifikaci v černé masce a slunečních brýlích s vysvětlením, že tím chtěla upoutat pozornost na její disciplínu a narušit mýtus o nudných koulařkách. Posledním pokusem 18,62 metru se kvalifikovala do finále. Komentátor britské televize BBC Steve Backley způsobil faux pas, když ji ve vysílání coby nebinární osobu opakovaně označil ženským rodem. Saunders používá v angličtině zájmena they/them.